# Криворожский почтамт
Криворожский главпочтамт (укр. Криворізький головпоштамт) — центральный почтамт в городе Кривой Рог.

## История
В апреле 1775 года на Криворожье была основана почтовая связь — проложен почтовый тракт и поставлена почтовая станция. В 1885 году открылось казённое почтовое отделение, в 1901 году — почтово-телеграфная контора.
До 1917 года почтово-телеграфная контора в Кривом Роге, в штате которой работало 20 человек, имела 2 аппарата Морзе, связь поддерживалась только с губернским Херсоном. Ежегодно доставлялось до 100 газет и 200 писем.
На начало 1933 года в Криворожском районе действовало 46 почтово-телеграфных учреждений. Во время Великой Отечественной войны почтовая система была разрушена. С февраля 1944 года началось восстановление и уже на конец года действовало 12 отделений. В 1952 году действовало 34 отделения связи.
В 1958 году построено новое здание главпочтамта разработки Днепропетровского института по проекту архитектора В. И. Шаблия.
В 1963 году почтово-телеграфная контора преобразована в городской узел связи, в 1970 году — городская дирекция связи, с 1973 года — городской производственно-технический узел связи.
На 1986 год городской производственно-технический узел связи — предприятие первой категории с годовым планом в 15 миллионов рублей. В состав входило: 3 районных узла связи, 106 отделений, объединённая городская и междугородная телефонная станция, телеграфный цех, радиотрансляционный узел, отделение перевозки почты. Штат сотрудников составлял более 3,2 тысячи человек.
В июле 1988 года, после реформирования связи, Криворожский почтамт стал самостоятельной единицей, входящей в систему почтовой связи «Укрпочта». В состав входит 110 отделений связи, из которых 26 в сельской местности.
Согласно распоряжению председателя Днепропетровской областной государственной администрации от 12 апреля 1996 года № 158-р здание Криворожского главпочтамта является памятником архитектуры местного значения города Кривой Рог под охранным номером 137.